# Birge Funke
Birge Funke (* 24. August 1974 in Hagen, Nordrhein-Westfalen) ist eine deutsche Schauspielerin und Sängerin.

## Leben
Funke begann bereits als Kind am Stadttheater Hagen zu spielen. Fünf Jahre lang nahm sie privaten Schauspiel- und Gesangsunterricht und studierte Schauspiel, Gesang und Tanz mit einem Diplom-Abschluss an der Universität der Künste Berlin (UdK). In Disneys Musical „Die Schöne und das Biest“ gab sie mehrmals die Belle und trat damit u. a. bei „Wetten, dass..?“ auf. In dem Stück „Lola Blau“ spielte sie in Hagen die Hauptrolle. Sie war dabei auch als Produzentin tätig. Des Weiteren sah man Funke in Disneys „Der Glöckner von Notre Dame“ im Stella Musicaltheater in Berlin. Eine weitere Station war das Theater an der Wien, wo sie in die Rolle der Nannerl im Musical „Mozart!“ schlüpfte. Als Eliza aus „My fair Lady“ war sie am Theater Hagen und Stadttheater Augsburg zu sehen. „Baby Talk“ wurde ebenfalls von ihr produziert, und auch bei diesem Stück spielte sie in der Schlosserei Marscheider in Hagen die Hauptrolle der Charlotte. In Köln sang sie im Konzert „Best of Musicals“ in der Kölnarena.
In den Theatern Komödie am Kurfürstendamm, Berlin, Komödie Dresden, Komödie Winterhuder Fährhaus, Hamburg und bei Tourneen spielte Funke die Rosette aus „Bezauberndes Fräulein“, die Marie aus „Die Comedian Harmonists besuchen Frau Luna“ mit den „Berlin Comedian Harmonists“ und die Irma aus „Meine Schwester und ich“ mit Herbert Herrmann.

## Fernsehen und Film
Funke synchronisierte unter anderem die Brigitte in „Jedermanns Fest“, einige Figuren der Augsburger Puppenkiste und verschiedene Rollen bei „CSI“. Sie spielte in verschiedenen Werbespots mit und war in den Kurzfilmen „Wie die Zeit verrinnt“ als Sandra und in „Phia und Phileas“ als Annika zu sehen. Von 16. November 2009 bis zum 17. September 2010 war sie in der Sat.1-Daily Soap „Eine wie keine“ als Sekretärin Karin Keller zu sehen. Für die Augsburger Puppenkiste wirkte sie auch als Sprecherin an dem Kinofilm Die Weihnachtsgeschichte mit. 2021 war sie in SOKO Potsdam: Irina zu sehen.

## Gesang (Auszüge)
Birge Funke sang bei vielen CD-Aufnahmen mit, u. a. Disneys „Die Schöne und das Biest“, Mozart!, und „Die Comedian Harmonists besuchen Frau Luna“. Sie belegte den zweiten und ersten Platz im Bundeswettbewerb Gesang und schrieb ein eigenes Soloprogramm „Wäre det nich wundascheen...“. Seit 2005 ist sie die Frontsängerin der Swing-Band „Les Belles du Swing“.

## Theater-Engagements
- 1996:      Pippi aus „Pippi Langstrumpf“ am Theater Hagen (Regie: P. Bisang) und Schwester Leo aus „Nonnsense“ am Theater Hagen (Regie: P. Pietsch)
- 1996/97:   Schwester Hella aus „Nonnsense“ am Schauspielhaus Dortmund und Janet aus „Rocky Horror Picture Show“ am Schauspielhaus Dortmund
- 1997:	     Shirley aus „Lady be good“ an der Neuköllner Oper, Berlin und Kurt-Weill-Festspiele, Dessau (Regie P. Lund)
- 1999:      Lola aus „Lola Blau“ an der Schlosserei Marscheider, Hagen (Regie: I. Gebhard)
- 1999:       Disneys „Der Glöckner von Notre Dame“ am Stella Musicaltheater, Berlin (Potsdamer Platz) (Regie: J. Lapine)
- 1999/2000: Nannerl aus „Mozart!“ am Theater an der Wien, Wien (Regie: H. Kupfer)
- 2000/01:   Eliza aus „My fair Lady“ am Theater Hagen, Hagen (Regie: F.B. Gottschalk)
- 2000-02:   Rosette aus „Bezauberndes Fräulein“ an der Komödie Berlin, Komödie Dresden, am Winterhuder Fährhaus, Hamburg; Tournee (Regie: J. Wölffer)
- 2002:      Charlotte aus „Baby Talk“ an der Schlosserei Marscheider, Hagen (Regie: P. Zeug)
- 2003:      Schwester Amnesia aus „Nonnsense“ an der Tribüne Berlin (Regie: A. Gergen, G. Michael)
- 2003-04:   Kabarettistin in „Die Durchhalte Revue 2003“ am Kabarett Obelisk, Potsdam (Regie: H. Fensch)
- 2004:      Sängerin im Konzert „Best of Musicals“ in der Kölnarena
- 2005:      Eliza aus „My fair Lady“ am Theater Augsburg (Regie: G. Mittendrein)
- 2006-08:   Marie aus „Die Comedian Harmonists besuchen Frau Luna“ in der Komödie Berlin, am Winterhuder Fährhaus, Hamburg (Regie: Jürgen Wölffer)
- 2006-08:   Irma aus „Meine Schwester und ich“ am Winterhuder Fährhaus, Hamburg, Komödie Berlin (Regie: Herbert Herrmann und Jürgen Wölffer)
- 2011:      Sie in „Achterbahn“ (Originaltitel: Les Montagnes Russes) am Schloßpark Theater Berlin (Regie: Roland Lang)
- 2012:      in "Ein Mann fürs Grobe" am Schloßpark Theater Berlin (Regie: Frank-Lorenz Engel)

## CD-Aufnahmen
- 1997:	für Disneys Die Schöne und das Biest
- 1998:	für Das Gauklermärchen
- 1999:	für Mozart!
- 2002:	für Bezauberndes Fräulein
- 2003: für Nonnsense
- 2004:	für Dracula
- 2005:	für Les Belles du Swing
- 2006:	für Die Comedian Harmonists besuchen Frau Luna
- 2007:	für Les Belles du Swing
- 2008:	für Meine Schwester und ich